# Afrancesado

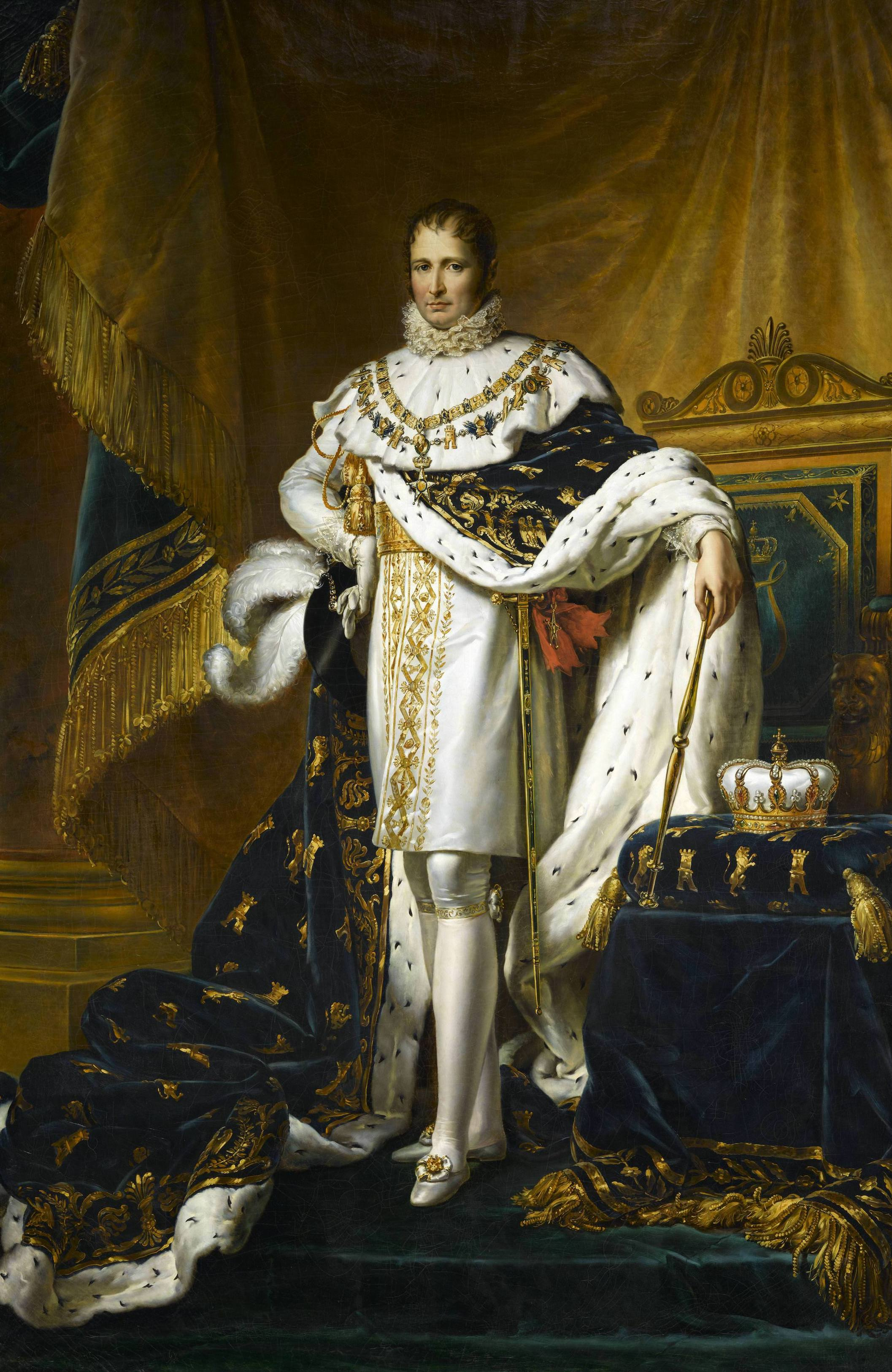
Giuseppe Bonaparte

Gli afrancesados (pronuncia in spagnolo: afɾanθeˈsaðo; pronuncia in portoghese: ɐfɾɐ̃sɨˈzaðu; "francofilo" o "francesizzato") erano i partigiani spagnoli e portoghesi degli ideali illuministi, liberali e rivoluzionari francesi, che sostennero l'occupazione francese della penisola iberica ed il primo Impero francese.

## Spagna

### Origini
In Spagna il termine afrancesado nacque durante il regno di Carlo III, ed aveva un significato neutro, essendo utilizzato per indicare coloro che seguivano la moda e gli usi francesi. In seguito divenne famoso per indicare in modo denigratorio i membri della nobiltà spagnola che giuravano fedeltà a re Giuseppe I Bonaparte, e poi esteso a tutto il ceto medio (intellettuali, mercanti e artigiani) che vedevano nei francesi un moto di cambiamento della rigida società spagnola, e che si ribellavano alla corruzione ed all'incompetenza di Carlo IV e dei Borbone in generale (compreso l'avversario di Giuseppe, Ferdinando VII).

### Programma politico
Nominato re dal fratello Napoleone Bonaparte, Giuseppe si trovò in conflitto con la maggior parte dei suoi sottoposti. Si poggiava sugli afrancesados per rafforzare un progetto che avrebbe gradualmente sostituito la tradizione e l'assolutismo con un sistema che Leandro Fernández de Moratín definì come basato su razón, la justicia y el poder ("ragione, giustizia e potere"). Progressiva ma non completamente liberale, questa creazione politica fu rigettata quasi subito sia dai conservatori che dai liberali (e molti liberali si unirono alla guerriglia contro l'occupazione). Anche gli afrancesados erano impauriti dai progetti francesi: più favorevoli alla rivoluzione che all'impero, avrebbero voluto ritirare la Spagna dalle guerre napoleoniche, e tentarono invano di impedire a Napoleone di separare il governo delle provincie spagnole di Catalogna, Aragona, Navarra e Biscaglia dopo il 1809.
Il Vicereame del Río de la Plata ebbe al tempo un viceré francese, Santiago de Liniers. La sua nomina avvenne poco prima della guerra d'indipendenza spagnola, e la Francia non ne fu mai coinvolta. Fu invece conseguenza delle invasioni britanniche del Río de la Plata, un conflitto tra colonie britanniche e spagnole. Napoleone e Giuseppe inviarono in loco il marchese di Sassenay, cercando il sostegno di Liniers alla nuova monarchia, ma Liniers si rifiutò e giurò fedeltà a re Ferdinando VII, allora prigioniero.
In seguito tentarono di negoziare con l'anti-francese Cortes a Cadice per incorporare il più possibile delle leggi Bayonne del 1808 scritte da Giuseppe nella costituzione del 1812 di Ferdinando. Nonostante tutto, Cortes confiscò tutti i beni della corte di Giuseppe e degli afrancesados.

### Esilio

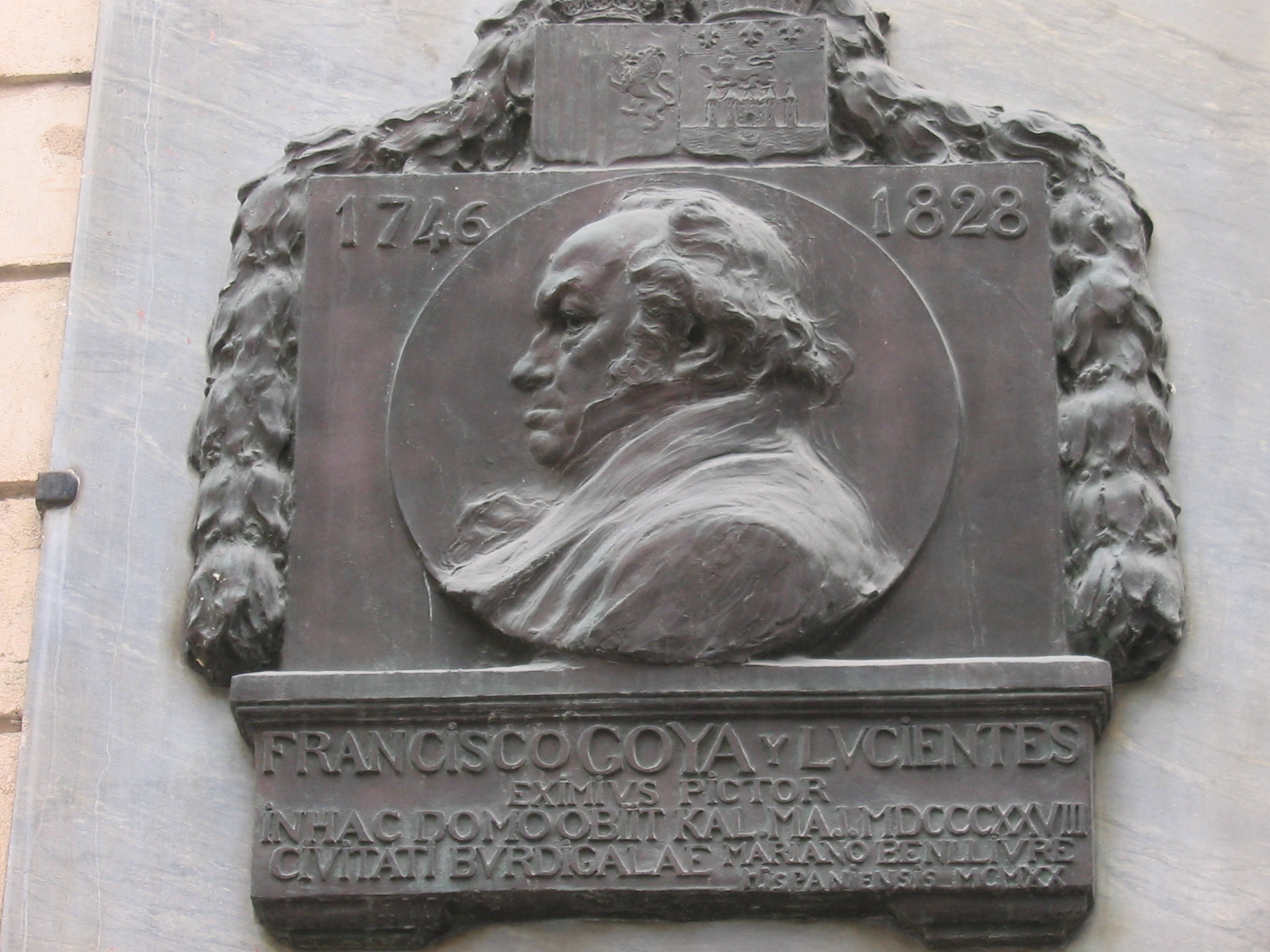
Targa commemorativa dell'esilio di Francisco Goya a Bordeaux

Dopo la campagna di Wellington del 1813 e la battaglia di Vitoria, tutta la corte di Giuseppe ed i suoi collaboratori (nobili, soldati, giuristi, scrittori, giornalisti e clero cattolico) si rifugiarono in Francia con l'esercito di Jean-Baptiste Jourdan. Questo esilio coinvolse al suo apice tra le 4000 e le 12000 persone.
Ferdinando ruppe l'accordo con Napoleone dopo il ritorno dalla prigionia del castello di Valençay (4 maggio 1814), ed iniziò una campagna di persecuzione, definendo afrancesados molti di coloro che non erano insorti contro i francesi: colaboracionistas, coloro che ricevettero favori da re Giuseppe, burocrati cooperativi o coloro visti dai francesi come collaboratori, anche se avevano reclinato le offerte.
L'enorme numero di liberali émigré allarmò le autorità della Restaurazione francese che cominciarono ad intercedere presso il governo spagnolo per ottenere un indulto generalizzato. Questo avvenne durante il Triennio liberale spagnolo, con l'amnistia decretata dal primo ministro liberale Evaristo Pérez de Castro. Coloro che fecero ritorno dovettero fuggire di nuovo poco dopo l'intervento della Quintuplice Alleanza. Il 21 aprile 1832 la Francia ordinò loro di risolvere la loro condizione di apolidia insediandosi nello Stato, o lasciandone il territorio.

### Famosi spagnoliafrancesados
- Francisco Amorós
- Miguel José de Azanza
- Fernando Sor
- Javier de Burgos
- François Cabarrus (considerato afrancesado a posteriori)
- Fernando Camborda
- José Antonio Conde
- Guido Bellico
- Leandro Fernández de Moratín
- José Mamerto Gómez Hermosilla
- Francisco Goya
- Alberto Lista
- Juan Antonio Llorente
- José Marchena
- Francisco Martínez Marina
- Juan Meléndez Valdés
- Sebastián Miñano
- Manuel Narganes
- Martín Fernández de Navarrete
- Gonzalo O'Farrill
- Manuel José Quintana
- Félix José Reinoso
- Mariano Luis de Urquijo
- Diego Fernández de Velasco, XIII duca di Frías
- Juan Van Halen

## Portogallo
Il termine afrancesado in Portogallo è legato ai politici liberali che organizzarono la Rivoluzione Liberale portoghese, iniziata il 25 agosto 1820. Chiedevano uno stato di diritto al posto del regime arbitrario instaurato da William Carr Beresford e il ritorno di re Giovanni VI che aveva preferito restare a Rio de Janeiro (Brasile) dove aveva trasferito la corte portoghese durante l'invasione francese.
L'influenza francese, già presente durante la guerra delle arance, aveva permesso all'élite degli afrancesados di familiarizzare con i concetti di separazione dei poteri e parlamentarismo, che chiedevano di rafforzare in Portogallo.